# Toronaeus lautus
Toronaeus lautus là một loài bọ cánh cứng trong họ Cerambycidae.